# Naturschutzgebiet Quellgebiet der Henne
Das Naturschutzgebiet Quellgebiet der Henne mit einer Größe von 10,7 ha liegt südwestlich von Rimberg im Stadtgebiet von Schmallenberg. Das Gebiet wurde 2008 mit dem Landschaftsplan Schmallenberg Südost durch den Hochsauerlandkreis als Naturschutzgebiet (NSG) ausgewiesen.

## Gebietsbeschreibung
Beim NSG handelt es sich um das bewaldete Quellgebiet der Henne mit den beiden Quellen der Henne. Die beiden Quellbäche fließen parallel Richtung Norden. Der Quellbereich und die Quelltälchen sind mit einem Eschenmischwald mit beigemischten Rotfichten bestockt. 

## Tier- und Pflanzenarten im NSG
Im NSG kommen seltene Tier- und Pflanzenarten vor. Auswahl weiterer vom Landesamt für Natur, Umwelt und Verbraucherschutz Nordrhein-Westfalen dokumentierter Pflanzenarten: Berg-Ahorn, Bitteres Schaumkraut, Echtes Springkraut, Eichenfarn, Gemeine Esche, Flatter-Binse, Gegenblättriges Milzkraut, Großer Dornfarn, Mittleres Hexenkraut, Sumpf-Vergissmeinnicht, Waldsauerklee, Waldmeister und Weiße Hainsimse.

## Schutzzweck
Das NSG soll das Quellgebiet der Henne mit seinem Arteninventar schützen.
Wie bei allen Naturschutzgebieten in Deutschland wurde in der Schutzausweisung darauf hingewiesen, dass das Gebiet „wegen der Seltenheit, besonderen Eigenart und Schönheit des Gebietes“ zum Naturschutzgebiet wurde.

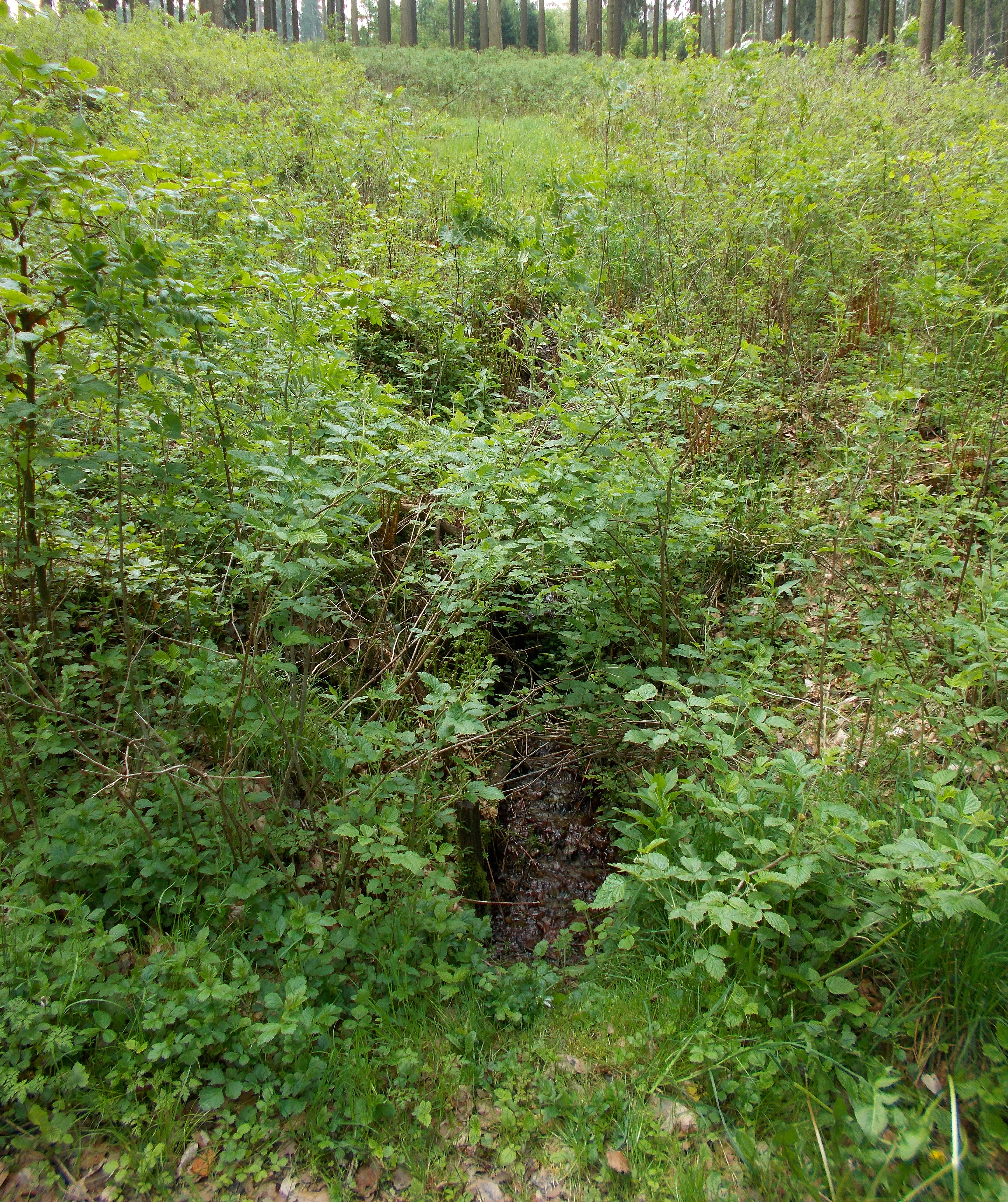
Hennequelle